# Milano-Modena 1910
La Milano-Modena 1910, quarta edizione della corsa, si svolse il 23 ottobre 1910 su un percorso di 276 km. La vittoria fu appannaggio dell'italiano Luigi Ganna, che completò il percorso in 10h50'00", alla media di 25,477 km/h, precedendo i connazionali Giovanni Micheletto e Emilio Petiva.
Sul traguardo di Modena 5 ciclisti, su 23 partiti da Rogoredo/Milano, portarono a termine la competizione.

## Ordine d'arrivo (Top 5)
| Pos. | Corridore           | Squadra | Tempo     |
| ---- | ------------------- | ------- | --------- |
| 1    | Luigi Ganna         | Atala   | 10h50'00" |
| 2    | Giovanni Micheletto | Stucchi | s.t.      |
| 3    | Emilio Petiva       | Peugeot | a 3'00"   |
| 4    | Vincenzo Borgarello | Peugeot | ?         |
| 5    | Enrico Sala         | Atala   | ?         |